# Moulon (Loiret)
 Moulon é uma comuna francesa na região administrativa do Centro, no departamento de Loiret. Estende-se por uma área de 9,40 km², com habitantes, segundo os censos de 1999, com uma densidade de 19,15 hab/km².